# Chionodes luctuella
Chionodes luctuella is een vlinder uit de familie tastermotten (Gelechiidae). De wetenschappelijke naam is, als Phalaena luctuella, voor het eerst geldig gepubliceerd in 1793 door Jacob Hübner.
De soort komt voor in Europa.